# Дейви Греъм
Дейви Греъм (на английски: Davey Graham) е английски фолк, блус и джаз китарист.
Той е роден на 26 ноември 1940 година в Хинкли, Лестършър. Започва кариерата си в края на 1950-те години. Свири в групата „Блус Инкорпорейтид“. Скоро се нарежда сред централните фигури на британската фолк ривайвъл музика.
През 1970-те години се оттегля от активна музикална дейност и се занимава с благотворителност. Дейви Греъм умира на 15 декември 2008 година в Лондон.